# Jewgeni Iwanowitsch Tolstikow

Grabdenkmal für Tolstikow in Moskau

Jewgeni Iwanowitsch Tolstikow (russisch Евгений Иванович Толстиков, wiss. Transliteration Evgenij Ivanovič Tolstikov; * 9. Februar 1913 in Tula; † 3. Dezember 1987 in Moskau) war ein sowjetischer Polarforscher.

## Leben
Nach seinem Abschluss am Moskauer Hydrometeorologischen Institut im Jahr 1937 arbeitete er zuerst am 1931 gegründeten Stützpunkt Mys Schmidta im Autonomen Kreis der Tschuktschen. Während des Großen Vaterländischen Krieges bestand seine Arbeit darin, Transportschiffe sowie Flugzeuge mit hydrometeorologischen und meteorologischen Daten zu versorgen. Von 1947 bis 1978 arbeitete er bei „Glawsewmorput“. In den Jahren 1954 und 1955 leitete er die Eisdriftstation Nordpol-4 (Северный полюс-4) im Arktischen Ozean.
Für seine Arbeit erhielt Tolstikow am 29. August 1955 den Titel Held der Sowjetunion. Außerdem erhielt er dreimal den Leninorden.
Von 1957 bis 1959 war Tolstikow Leiter der 3. Sowjetischen Antarktisexpedition, welche im Rahmen des Internationalen Geophysikalischen Jahres stattfand. Nach der Errichtung der Sowjetskaja-Station am 16. Februar 1958, erreichte er mit der Expedition am 13. Dezember 1958 als erste den Pol der Unzugänglichkeit. Am 14. Dezember 1958 wurde dort die Station „Pol der Unzugänglichkeit“ (Полюс недоступности) errichtet.
In den folgenden Jahren wurde unter der Leitung Tolstikows eine Forschungsflotte aufgebaut, welche sich mit hydrometeorologischen Untersuchungen befasste. Seit 1974 arbeitete er als Redakteur der Zeitschrift Meteorologie und Hydrologie („Метеорология и гидрология“). Von 1978 bis 1987 war er nationaler Repräsentant der UdSSR im Exekutivrat der Internationalen Ozeanographischen Kommission der UNESCO. Im Jahr 1983 wurde er Vorsitzender des Ozeanographischen Komitees der UdSSR.
Der 1984 vom tschechischen Astronomen Antonín Mrkos entdeckte Asteroid (3357) Tolstikov wurde 1994 nach ihm benannt. Mrkos hatte zusammen mit Tolstikow drei Jahre auf der Forschungsstation Mirny in der Antarktis gearbeitet.
Jewgeni Tolstikow starb am 3. Dezember 1987 in Moskau und wurde auf dem Nowodewitschi-Friedhof begraben.